# Anders Johan Malmgren
Anders Johan Malmgren, né le 21 novembre 1834 à Kajaani et mort le 14 avril 1897 à Helsinki, est un zoologiste finlandais suédois.

## Biographie
Il étudie à l'université d'Helsinki, où il obtient un doctorat en 1864 et enseigne la zoologie à partir de 1869.
Il réalise plusieurs expéditions scientifiques dans le Grand Nord, notamment en mer Blanche (1856), puis à Spitzberg et dans le Finnmark (1861, 1864, 1868). Il tire de ses voyages d'importants travaux sur la faune et la flore des régions boréales, dont les plus marquants sont Nordiska hafsannulaterna (1865) et Om Spetsbergens, Grönlands, Islands och Skandinaviska halföns hittills kända Annulata polychaeta (1867).
De 1865 à 1869, il sert comme commissaire aux pêcheries et produit plusieurs travaux importants sur la pêche finlandaise. En 1889, il est nommé gouverneur de la province d'Oulu.